# Шаурот, Дельфина фон
Дельфина фон Шаурот (нем. Delphine von Schauroth; 13 марта 1813, Магдебург — 1887) — немецкая пианистка и композитор.
Дочь Эдуарда Фридриха Рогера Георга фон Шаурота (1774—1829), офицера на прусской, а затем на французской службе. С детских лет жила в Париже, где училась у Фридриха Калькбреннера. Дебютировала в 1822 году во Франкфурте-на-Майне, на следующий год начала международную гастрольную деятельность — выступив, в частности, в Лондоне (среди прочего, с посвящённым ей Экспромтом на тему ирландской песни «Завет барда» Op. 69 своего учителя Калькбреннера); присутствовавший на этом концерте Игнац Мошелес отмечал большие способности юной пианистки.
Смерть отца в 1829 году поставила финансовое положение семьи под угрозу, и Дельфина фон Шаурот вместе с матерью рассматривали даже возможность переезда в Бразилию, но в итоге обосновались в Баварии. В Мюнхене в 1830 году семнадцатилетняя Дельфина сблизилась с Феликсом Мендельсоном, рассматривавшим возможность женитьбы на ней. Первый фортепианный концерт Мендельсона (1831) посвящён Дельфине фон Шаурот; Мендельсон писал сестре Фанни, что Дельфина вписала в ноты концерта замечательный пассаж (о каком именно месте в концерте идёт речь — неизвестно).
Концертную карьеру Шаурот прервал её первый кратковременный брак (1833—1837) с англичанином Эдвином Хиллом-Хэндли (1806—1843), приехавшим в Мюнхен для знакомства с Фридрихом Шеллингом, работы которого он собирался переводить на английский язык. Бо́льшую часть этого времени супруги провели в Англии, в пригороде Вустера. Дельфина фон Шаурот посвятила это время композиции; фортепианная соната до минор (1834) вызвала восторженный (хотя и апеллирующий отчасти к внешности автора) отзыв Роберта Шумана, назвавшего фон Шаурот и Клару Вик амазонками в особом блистательном царстве женской музыки. В 1836 году у супругов Хилл-Хэндли родился сын, крёстным отцом его стал поэт Уильям Вордсворт. Тем не менее, год спустя супруги развелись, и Дельфина Хилл-Хэндли, оставив сына бывшему мужу, вернулась к матери в Мюнхен; считается, что ей покровительствовала вдовствующая королева Каролина Баденская, также принадлежавшая к протестантскому меньшинству в католической Баварии. Тем не менее, выступления пианистки ограничивались, по-видимому, благотворительными концертами.
В 1848—1850 гг. состоялось второе замужество Дельфины фон Шаурот, брак с бароном Штефаном фон Эбертом вновь закончился разводом. Третий брак с Эдвардом Найтом (1856) также оказался неудачным. На протяжении 1860-х гг. пианистка спорадически появлялась на концертной сцене, выступив с прощальным концертом 4 февраля 1870 года в Лейпциге (основное место в программе занимали произведения Мендельсона). О последних годах жизни Дельфины фон Шаурот ничего не известно.